# Белль и Себастьян (книга)
Белль и Себастьян (фр. Belle et Sébastien) — книга французской писательницы, актрисы и режиссёра Сесиль Обри о приключениях мальчика Себастьяна и собаки Белль. Место действия — французские Альпы, недалеко от итальянской границы. События разворачиваются в 1943 году, во время нацистской оккупации.

## Экранизации
- Belle et Sébastien (1965—1970) — французский телесериал. Обри выступила как сценарист.
- Belle and Sebastian (1981-82) — японское аниме.
- Белль и Себастьян — фильм 2013 года.